# Paul Pelosi
Paul Francis Pelosi Sr. (* 15. dubna 1940 San Francisco) je americký podnikatel, který vlastní a provozuje Financial Leasing Services, Inc., investiční a poradenskou firmu v oblasti nemovitostí a venture kapitálu se sídlem v San Francisku. Byl majitelem týmu Sacramento Mountain Lions hrajícího United Football League. Je ženatý s Nancy Pelosi, bývalou předsedkyní Sněmovny reprezentantů Spojených států amerických.

## Raný život
Narodil se a vyrůstal v San Francisku jako nejmladší ze tří chlapců. Je synem Corinne (rozené Bianchi) a Johna Pelosiho, velkoobchodníka s léky. Navštěvoval St. Ignatius High School a absolvoval Malvern Preparatory School v Pensylvánii. Získal titul Bachelor of Science v oboru zahraniční služba na Georgetownské univerzitě. Během studia na této univerzitě se seznámil se svou budoucí manželkou Nancy D'Alesandro, která navštěvovala Trinity College ve Washingtonu, D.C. Získal titul Master of Business Administration na Stern School of Business na Newyorské univerzitě.

## Kariéra
Založil a vede firmu Financial Leasing Services, Inc., která se zabývá venture kapitálem a prostřednictvím které spolu s manželkou vlastní majetek v hodnotě přibližně 114 milionů dolarů.
V minulosti investoval do týmu Oakland Invaders hrajícího United States Football League a v roce 2009 koupil za 12 milionů dolarů tým California Redwoods. California Redwoods se později přestěhovali do Sacramenta a přejmenovali se na Sacramento Mountain Lions.
Pelosiho úspěchy v obchodování s akciemi přitáhly v létě 2021 pozornost médií, což vedlo ke snahám o přísnou kontrolu individuálního vlastnictví akcií členy Kongresu.

## Osobní život
V roce 1957, když byl ještě nezletilý, se stal účastníkem autonehody. Jeho starší bratr David při nehodě zemřel; Pelosi byl následně zproštěn obvinění z neúmyslného zabití.
Dne 7. září 1963 se oženil s Nancy Pelosi (rozenou D'Alesandro) v Baltimoru ve státě Maryland. Mají spolu pět dětí včetně Christine a Alexandry. Nancy byla v letech 2007 až 2011 předsedkyní Sněmovny reprezentantů USA. V roce 2019 se stala předsedkyní znovu.
V květnu 2022 byl zatčen za řízení pod vlivem alkoholu v okrese Napa poté, co na křižovatce narazil do jiného auta. V srpnu 2022 přiznal vinu a byl odsouzen k pěti dnům vězení, zaplacení pokuty a náhrady škody ve výši 6 800 dolarů, absolvování programu pro řidiče pod vlivem alkoholu a také k tříleté probaci.

### Útok v roce 2022
V časných ranních hodinách 28. října 2022 vnikl do Pelosiho domu v San Francisku útočník, který opakovaně křičel „Kde je Nancy?“ a následně napadl Paula Pelosiho kladivem. Podezřelý byl zadržen policií, zatímco Pelosi byl hospitalizován se zraněními způsobenými tupým předmětem. Pelosi se po útoku podrobil operaci lebky. V původním prohlášení mluvčího předsedy Sněmovny reprezentantů se uvádí, že lékaři očekávají jeho úplné uzdravení. Podezřelý, 42letý David DePape, řekl policii, že byl na „sebevražedné misi“ a chtěl vzít předsedkyni Sněmovny reprezentantů jako rukojmí, vyslýchat ji a zlomit jí kolena, pokud bude lhát. DePape byl obviněn z několika trestných činů včetně napadení, pokusu o vraždu a pokusu o únos. Ke všem obviněním se přiznal. V květnu 2024 byl odsouzen k trestu odnětí svobody v délce 30 let.